# Dypsis baronii
Espèce
Synonymes
- Chrysalidocarpus baronii Becc.
- Chrysalidocarpus propinquus Jum.
- Neodypsis baronii (Becc.) Jum.
- Neodypsis compactus Jum.

Statut de conservation UICN

 LC  : Préoccupation mineure
Dypsis baronii est une espèce de palmiers (Arecaceae), endémique de Madagascar. En 2012 elle est considérée par l'IUCN comme une espèce de faible risque d'extinction. 

## Répartition et habitat
Cette espèce endémique de Madagascar est présente entre 200 et 1 800 m d'altitude. Elle pousse dans les forêts tropicales humides de plaine et de montagne.